# コスモウォーリアー零
『コスモウォーリアー零』（コスモウォーリアーゼロ、COSMOWARRIOR ZERO）は、松本零士監修による、松本零士の歴代漫画キャラクターが登場するプレイステーション用のコンピュータゲーム。2000年5月18日発売。2002年にパソコン用に移植された。
2001年にはアニメ化もされた。松本零士原作のテレビシリーズアニメとしては19年ぶりとなる。

## 概要
零を操作して進むTPS形式のアクションゲーム。

## 登場人物
ウォーリアス・ゼロ
声 - 森川智之
物語の主人公。地球連邦軍艦隊指令。かつてハーロックとともに機械化人と戦ったが、地球が機械化人に降伏後、指令を受けハーロックの命を狙う。先の戦争で家族を亡くしている。
ヤング・ハーロック
声 - 山寺宏一
クールな面立ちとは裏腹に情に篤く義理堅い。 若い頃は、自分たちの艦をつくり、宇宙の海を武者修行をしながら駆け巡っている。海賊として頭角を宇宙に轟かせ始めている頃であり、ゼロの前に立ち塞がる最強の宿敵でもある。ゼロと共通した信念を持つが、機械化人と人類の狭間で揺れながらも、あきらめず共存の道を求めて戦うゼロと、あくまで自由を愛し、己の信念の元、奔放なまでに戦いの道を行く。
グレートサムライ・トチロー
声 - 山寺宏一
エンジニア。温厚な性格。大食いで、ガニ股歩きをしている。まだ生身の体だった。
バトルアナライザー
声 - 龍田直樹
旧型ロボ。同型機が複数存在する。ゲーム板では暴走し伝説の宇宙戦艦ヤマトを探す旅に出る。ワープ可能な形態に変形可能。アニメ版ではウォーリアス・ゼロ下のクルーとして乗艦。
ヘビーグレネーダー
声 - 玄田哲章
傭兵の中年男性。
ジュリー
声 - 玄田哲章
レディ・エメラルダス
声 - 勝生真沙子
トチローの愛人。ハーロックと知り合い。
レ・シルビアーナ
声 - 矢島晶子
未熟な女賞金稼ぎ。駆け出しなので売込みの真っ最中である。
ヘルマティア
声 - 矢島晶子
金属人間メタノイドの宇宙くのいち。影に生きて任務遂行する孤独な女。
大先生
声 - 松本零士
ナレーション
声 - 玄田哲章

## メカニック
ファイヤードラゴン（ゲーム版） / 火龍（カリュウ、アニメ版）
宇宙連邦所属のウォーリアス・ゼロの乗る宇宙戦艦。三連トライアングルショックカノン3門装備、艦首の水平二連波動砲（アニメ版は水平二連光龍砲・セントエルモ砲）を内蔵、水平二連波動エンジンにより長距離航行が可能、時空三次元レーダー搭載、その他ミサイル小火器パルスレーザーを多数装備。
カゲロウ
宇宙連邦所属の旧型訓練艦。アニメ版でウォーリアス・ゼロがカリュウの前に当初乗っていた。
デスシャドウ号
アニメ版のハーロックの乗る宇宙海賊艦。テレビアニメ版アルカディア号同様に艦首衝角型。

## スタッフ
- 原作・総設定・監修：松本零士
- 企画：ドクターシリアル・西岡、阿部直光、たかやつよし
- 総監督：ドクターシリアル・西岡
- ディレクター：河上聖治
- キャラクターデザイン：増永計介、ドクターシリアル・西岡
- メカニックデザイン：板橋克己
- 作画監督：杉本功
- 美術監督：勝又激
- 音響担当：中野徹
- 音楽・効果音：高木正彦、古川典裕
- 美術：石川宏典、新川あゆみ、川崎志津代
- 編集：中西宗博、鎌田良和
- 制作進行：渡辺正彦
- 資料提供・協力：零時社、NASA、宇宙開発事業団 NASDA、ACCスタジオ
- 制作：タイトー

## 主題歌
挿入歌「虚空の彼方」
作詞：遠野ピロシキ / 作曲：高木正彦 / 歌：武藤淳治 / 演奏：AG/EG
鎮魂歌「BLIND・I」
作詞：古川典裕 / 作曲：高木正彦 / 歌：武藤淳治 / 演奏：AG/EG

## サウンドトラック
『コスモウォーリアー零 オリジナルサウンドトラック〜響宴〜』
2000年5月24日発売、ディスク枚数:2、レーベル：ZUNTATA

## テレビアニメ
2001年7月6日から9月28日までテレビ東京にて放送。

### キャスト
- ウォーリアス・ゼロ - 森川智之
- マリーナ・沖 - 久川綾
- ヤングハーロック - 竹本英史
- レディ・エメラルダス - 井上喜久子
- レ・シルビアーナ - KAORI
- ヘヴィ・グレネーダー - 宇垣秀成
- バトライザー、ヤッタラン - 松本吉朗
- ヘルマティア - 白鳥由里
- トチロー - 西村朋紘
- 海原 武士 - 関根信昭
- 石倉 静夫 - 保志総一朗
- 雷 管太 - 宮澤正
- 野原 茂 - 小和田貢平
- アクセルーダー、ゼス・ヴォーダー - 永野善一
- フェイズ・ブレイカー - 金子幸伸
- ドクトル・マシンナー、エッジ - 松山鷹志
- ハンター将軍 - 杉野博臣
- ルート - サエキトモ
- シュテム - 並木のり子
- ボーノ - 中博史
- メーテル - 雪乃五月
- 議長 - 日比野朱里
- ルビア - 小山剛志

### スタッフ（テレビアニメ）
- 原作・総設定・監修 - 松本零士
- 企画 - 円谷映像
- 企画協力 - タイトー
- 監督 - 横田和善
- シリーズ構成・スーパーバイザー - ドクターシリアル・西岡
- キャラデザイン - 増永計介
- メカデザイン - 板橋克己、田村勝之
- 総作画監督 - 丸山宏一
- 色彩設計 - 吉田晴絵
- 美術監督 - 土橋誠、阿部泰三郎
- 撮影監督 - 馬場健
- 音楽 - Geminiart High Quality
- 音響監督 - 早瀬博雪
- 音響効果 - 蔭山満
- 音楽プロデューサー - 矢田部正
- 音楽制作 - DESK
- プロデューサー - 並木俊治
- エグゼグティブプロデューサー - 柳沢隆行、円谷粲
- アニメーションプロデューサー - 松土隆二
- アニメーション制作 - ベガエンタテイメント
- 製作協力 - AT-X
- 製作 - MEDIA NET、円谷映像

### 主題歌（テレビアニメ）
オープニングテーマ「時代」
作曲 - 中島みゆき / 編曲 - Geminiart High Quality（歌声なしのインスト版）
エンディングテーマ「THE BOOK OF LIFE」
作詞 - Linda Hennrick / 作曲 - 白鳥英美子 / 編曲 - Dennis Martin / 歌 - 白鳥英美子

### 各話リスト
| 話 | サブタイトル             | 脚本            | 絵コンテ       | 演出           | 作画監督        |
| -- | ------------------------ | --------------- | -------------- | -------------- | --------------- |
| 1  | 大いなる旅立ち           | 藤本信行        | 横田和善       | 横田和善       | 丸山宏一        |
| 2  | マリーナの波紋           | 藤本信行        | 寺本幸代       | 寺本幸代       | 丸山宏一 高橋寮 |
| 3  | 火龍の炎                 | 藤本信行        | 寺東克己       | 山口武志       | 関口雅寛        |
| 4  | 戦士グレネーダーの魂     | 神尾麦          | いまざきいつき | いまざきいつき | 早川ナオミ      |
| 5  | トチロー・不滅のサムライ | 神尾麦          | 牛草健         | 吉田俊司       | 嶋津郁雄        |
| 6  | 我が友ハーロック         | 神尾麦          | 岡尾貴洋       | 岡尾貴洋       | 乙幡忠志        |
| 7  | 信ずるべき道             | 藤本信行        | 横田和         | 三宅綱太郎     | 丸山宏一        |
| 8  | マリーナ永遠の想い       | 藤本信行        | 嶋津裕行       | 寺本幸代       | 高橋舞          |
| 9  | 悲しみの星               | 神尾麦 横田和善 | いまざきいつき | いまざきいつき | 青井清年        |
| 10 | 銀河の涯                 | 神尾麦          | よこた和       | 大関雅幸       | 中尾友治        |
| 11 | 大テクノロジア           | 神尾麦          | 安形裕篤       | 三宅綱太郎     | 桜井木ノ実      |
| 12 | 終わりなき闘い           | 藤本信行        | 島津裕行       | 寺本幸代       | 高橋寮          |
| 13 | 誓い                     | 藤本信行        | 横田和善       | 横田和善       | 丸山宏一        |

### 映像ソフト
- 【DVD】『コスモウォーリアー零　１』 2001年11月25日発売
- 【DVD】『コスモウォーリアー零　２』 2001年11月25日発売
- 【DVD】『コスモウォーリアー零　３』 2001年12月21日発売
- 【DVD】『コスモウォーリアー零　４』 2002年1月25日発売
- 【DVD】『コスモウォーリアー零　５』 2002年2月25日発売
- 【DVD】『コスモウォーリアー零　６』 2002年3月25日発売
- 【DVD】『コスモウォーリアー零　DVD-BOX』 ＜初回限定生産＞　2003年3月21日発売

## OVA
『ヤングハーロックを追え! コスモウォーリアー零外伝』
テレビアニメの番外編エピソード。全2巻、2002年7月5日同時発売。サルマタ星を舞台に『男おいどん』等の松本キャラがゲスト出演している。

### キャスト（OVA）
- ウォーリアス・ゼロ - 森川智之
- ヤング・ハーロック - 竹本英史
- トチロー - 西村朋紘
- レディ・エメラルダス - 井上喜久子
- シルビアーナ - KAORI
- ハンター - 杉野博臣
- ドデイン - 小山剛志
- おいどん - 小和田貢平
- サム - 田邊真悟
- ナノルーター - 石塚堅
- ジュリー - 森訓久
- 大先生 - うすいたかやす

### スタッフ（OVA）
- 原作・総設定・監督 - 松本零士
- シリーズ構成・スーパーバイザー - ドクターシリアル西岡
- 監督 - 横田和善
- 脚本 - 神尾麦
- キャラクターデザイン - 増永計介
- メカデザイン - 板橋克己　田村勝之
- 音楽監督 - 早瀬博雪
- アニメーション制作 - ベガエンタテイメント

### 主題歌（OVA）
- オープニングテーマ「時代」
- エンディングテーマ「THE BOOK OF LIFE」